# Garde impériale du Mandchoukouo

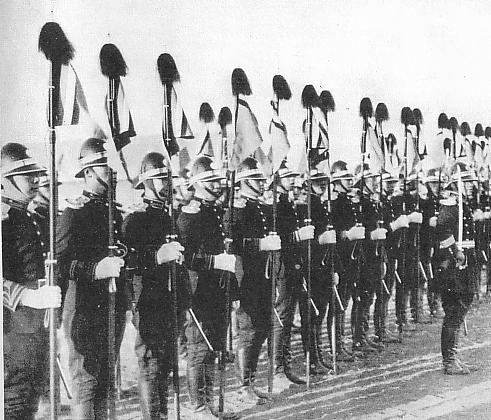
Gardes impériaux du Mandchoukouo en uniformes de cérémonie.

La garde impériale du Mandchoukouo (禁衛隊) est l'unité d'élite des forces armées du Mandchoukouo créée en 1933. Elle est chargée de la protection de l'empereur Puyi et des hauts membres de son gouvernement. Son quartier-général est dans la capitale Hsinking, près du palais impérial, au centre de la ville.
La garde impériale du Mandchoukouo est copiée sur le modèle de celle du Japon, et sa mission première est la protection de la maison impériale. Ses membres sont choisis à partir de candidats d'ethnie mandchou uniquement, et sont entraînés indépendamment de l'armée impériale du Mandchoukouo ou de l'armée japonaise du Guandong. Bien qu'étant surtout une force de cérémonie, elle reçoit les armes les plus modernes, et ses hommes portent les épées japonaises (guntō) comme armes d'apparat. Leurs uniformes sont gris ou noirs avec des insignes en argent ou en or, avec une étoile à cinq pointes et cinq couleurs sur leurs casques ou leurs képis.
À l'origine, la garde est constituée de 200 hommes. Plus tard, une brigade indépendante appelée Chinganyuchitui ou « corps de garde spécial » est formée pour les opérations spéciales de la pacification du Mandchoukouo. Elle participe au combat en novembre 1932 lors de la campagne d'offensive de Ki Feng-lung et dans des opérations anti-bandits.

### Sources
- Philip Jowett, Rays of the Rising Sun, Volume 1: Japan's Asian Allies 1931-45, China and Manchukuo, Helion and Company Ltd., 2005 (ISBN 1-874622-21-3).